# Walbara
Walbara (też: Vaalbara) – jeden z pierwszych kontynentów w historii Ziemi.
Walbara powstała w paleoarchaiku (3,6 –3,3 mld lat temu), a rozpadła na przełomie archaiku i proterozoiku (w neoarchaiku lub paleoproterozoiku, między 2,7 a 2,1 mld lat temu). Składała się z dwóch prastarych fragmentów skorupy kontynentalnej: kratonów Pilbara (zachodnia Australia) i Kaapvaal (południowa Afryka).
Nazwa tego kontynentu jest zbitką nazw jego części składowych.